# Kiss My Ass
Kiss My Ass – Classic Kiss Regrooved ist der Titel eines Tributealbums, das 1994 zu Ehren der Gruppe Kiss entstand. Neben vielen, überwiegend US-amerikanischen Künstlern, nahm auch die deutsche Band Die Ärzte ein Lied für das Album auf.

## Hintergrund
Die Aufnahme der Lieder erfolgte im Laufe der Jahre 1992 und 1993 in jeweils eigener Verantwortung der Künstler in unterschiedlichen Studios und mit verschiedenen Produzenten. Die Musiker der Gruppe Shandi's Addiction, bestehend aus dem Sänger Maynard James Keenan (Tool), dem Gitarristen Tom Morello (Rage Against the Machine, Audioslave), dem Bassisten Billy Gould (Faith No More) und dem Schlagzeuger Brad Wilk (Rage Against the Machine, Audioslave), hatten sich nur für die Aufnahme des Titels Calling Dr. Love zusammengetan.
Strutter, aufgenommen von Extreme, ist eine ungewöhnliche Interpretation, weil es auch das Hauptriff von God of Thunder vor und während Nuno Bettencourts Gitarrensolo enthält, die Gesangseröffnung des Liedes Heaven's on Fire in die Wiederholung der Strutter-Textzeile „But when she wants/She'll pass you by“ einbindet, während der Refrain von Shout It Out Loud vom Sänger der Backing Vocals vorgetragen wird. Nach dem Ende des Liedes singt ein Bandmitglied noch das einleitende Gitarrenlick von Love Gun.
Ähnlich verhält es sich mit der von der deutschen Band Die Ärzte aufgenommenen Version von Unholy: Der Text wurde in die deutsche Sprache übertragen und Elemente des Kiss-Hits I Was Made for Lovin’ You in der Bridge eingeflochten.
Das Cover des Albums zeigte eine an einem Esstisch vor der amerikanischen Flagge sitzende, offenbar betende, vierköpfige Familie (Vater, Mutter, Tochter, Sohn), deren Gesichter mit den Masken der Mitglieder der Gruppe Kiss geschminkt sind. Die einzige Ausnahme bildet der Junge: Da die Rechte am Make-up-Design von Ace Frehley bei Veröffentlichung des Albums nicht bei Kiss, sondern noch bei Frehley lagen, wurde die „Spaceman“-Maske auf dem Cover durch ein frei gestaltetes Make-up ersetzt.
Kiss My Ass wurde als Schallplatte auf farbigem Vinyl sowie auf CD veröffentlicht; die kanadischen, japanischen und australischen Varianten zeigen die jeweiligen Landesflaggen anstelle der amerikanischen Flagge im Hintergrund. Der ursprüngliche Plan, ein Doppelalbum herauszugeben, das auf der zweiten Platte die jeweiligen Originalfassungen von Kiss enthielt, wurde kurz vor Veröffentlichung aufgegeben, dennoch erschien die erste Auflage dieser Limited Edition in den USA in einem Klappcover.
In den USA erschienen zwei Versionen der CD-Ausgabe: Eine mit dem vollen Titel, die zweite mit dem Aufdruck Kiss My A**, diese Version wurde in familienorientierten Firmen wie K-Mart vertrieben. Als Single wurde Detroit Rock City, aufgenommen von The Mighty Mighty Bosstones, veröffentlicht. Sie erschien auf grünem Vinyl, auf der Rückseite befand sich die Originalversion des Liedes von Kiss.

## „Missing in Action“
Auf einer Dankesliste im Booklet der CD und auf dem Inner Sleeve der Schallplatte dankte die Band unter der Überschrift „Missing in Action“ allen Künstlern, die ihre Beteiligung am Projekt zugesagt, jedoch aus verschiedenen Gründen nicht in die Tat umgesetzt hatten. Hierzu zählten u. a. Die Toten Hosen, Nikki Sixx, Ozzy Osbourne, Skid Row, Alice in Chains, Ugly Kid Joe, Soundgarden, Stone Temple Pilots, Tears for Fears, Run DMC, und Public Enemy. Die Gründe für die nicht erfolgte Teilnahme waren unterschiedlich: Zum Teil hatten die Plattenfirmen den Künstlern die Teilnahme untersagt, teilweise wurde die rechtzeitige Aufnahme und Abgabe der Songs durch Terminüberschneidungen verhindert. Die Toten Hosen veröffentlichten ihre Version des Lieds Do You Love Me 1996 als Teil der Single ihres Liedes Bonnie & Clyde.

## Titelliste
| Nr.          | Titel                                           | Autor(en)               | Länge |
| ------------ | ----------------------------------------------- | ----------------------- | ----- |
| 1.           | Deuce (Lenny Kravitz feat. Stevie Wonder)       | Gene Simmons            | 4:10  |
| 2.           | Hard Luck Woman (Garth Brooks & Kiss)           | Paul Stanley            | 3:14  |
| 3.           | She (Anthrax)                                   | Simmons/Steven Coronel  | 4:53  |
| 4.           | Christine Sixteen (Gin Blossoms)                | Simmons                 | 3:09  |
| 5.           | Rock and Roll All Nite (Toad the Wet Sprocket)  | Simmons, Stanley        | 2:54  |
| 6.           | Calling Dr. Love (Shandi’s Addiction)           | Simmons                 | 4:51  |
| 7.           | Unholy (German Version) (Die Ärzte)             | Simmons, Vinnie Vincent | 3:28  |
| 8.           | Goin’ Blind (Dinosaur Jr)                       | Simmons                 | 3:24  |
| 9.           | Strutter (Extreme)                              | Simmons, Stanley        | 4:39  |
| 10.          | Plaster Caster (The Lemonheads)                 | Simmons                 | 3:02  |
| 11.          | Detroit Rock City (The Mighty Mighty Bosstones) | Stanley, Bob Ezrin      | 4:21  |
| 12.          | Black Diamond (Instrumentalversion von Yoshiki) | Stanley                 | 7:08  |
| Gesamtlänge: | Gesamtlänge:                                    | Gesamtlänge:            | 49:12 |

## Rezeption
Jörg Staude schrieb für Metal Hammer, bis auf die Country-Supermacht Garth Brooks hätten sich „alle übrigen Combos an das vorgegebene Motto gehalten, den Songs möglichst eine (band)eigene Identität zu verpassen.“ Und gerade das mache „dieses Album zu einem sehr ungewöhnlichen:“ Lenny Kravitz/Stevie Wonder, die Lemonheads, Extreme, Gin Blossoms, Dinosaur Jr., Anthrax, Toad the Wet Sprocket, das Projekt aus Teilen von Tool/Rage Against The Machine/Faith No More, The Mighty Mighty Bosstones, Yoshiki und der erwähnte Garth Brooks – die Mischung sei „eher Crossover als alles andere.“ Man könne als Kritiker des Albums „vergessen/verdrängt/nicht mitbekommen haben, warum zum Beispiel Diamonds And Rust von Judas Priest oder Van Halens You Really Got Me so erfolgreich waren und noch sind.“ Sowas nenne man Weiterentwicklung, und das habe „überhaupt nichts damit zu tun, daß hier „die guten, alten Songs verhunzt werden“. Gute Songs, das genau nämlich“ sei der Punkt.
Musikexpress meinte, Gene Simmons und Paul Stanley hätten „bei den Aufnahmen zu diesem Kiss-Tribute selbst Hand“ angelegt. In „lockerer Absprache mit den beiden Köpfen der Schockrock-Institution“ hätten sich die beteiligten Bands denn auch relativ leicht getan, „die Originale ohne allzu großen Respekt frei zu inferpreiteren.“ „Einzig die Beiträge der Mighty Mighty Bosstones (Detroit Rock City), der Gin Blossoms (Christine Sixteen) und von Extreme (Strutter)“ fielen „werktreu aus.“ Die übrigen Cover hätten „mit den jeweiligen Originalen bestenfalls noch den Titel gemein;“ Dinosaurjr. und die Lemonheads pflügten „rotzfrech“ durch Goin' Blind bzw. Plaster Caster, Shandi's Addiction, eine „Allstar-Truppe aus Mitgliedern von Faith No More, Rage Against The Machine und Tool,“ zerlegten „auf brachiale Weise“ Calling Dr. Love, und Toad the Wet Sprocket machten „aus dem Knaller Rock & Roll All Nite eine heimelige Lagerfeuerballade. Hard Luck Woman in einer Country-Fassung von Garth Brooks, Black Diamond als siebenminütige Orchesterversion und das deutsch gesungene Unholy von den Ärzten dürften Kiss-Puristen dann endgültig das Wasser in die Augen schießen lassen.“ „Wer die Musik von Kiss in ihrem Urzustand jedoch nicht als heilige Kuh betrachtet, dürfte an dieser Platte seine helle Freude haben.“